# 27-й истребительный авиационный полк
27-й истребительный авиационный полк (27-й иап) — воинская часть Военно-воздушных сил (ВВС) Вооружённых Сил РККА, принимавшая участие в боевых действиях Великой Отечественной войны.
Полк является 5-м по результативности истребительных полков Великой Отечественной войны по количеству сбитых в воздухе самолётов противника в авиации ВВС РККА

## Наименования полка
За весь период своего существования полк несколько раз менял своё наименование:
- 27-й истребительный авиационный полк ПВО
- 27-й истребительный авиационный полк
- 129-й гвардейский истребительный авиационный полк
- 129-й гвардейский Сандомирский истребительный авиационный полк
- 129-й гвардейский Сандомирский ордена Александра Невского истребительный авиационный полк
- 129-й гвардейский Сандомирский орденов Александра Невского и Богдана Хмельницкого истребительный авиационный полк
- Полевая почта 35484

| МиГ-3 |  | Як-7 | ЛаГГ-3 |

## Создание полка
27-й истребительный авиационный полк сформирован в ВВС Московского военного округа в г. Переславль-Залесский на основе Отдельной истребительной авиационной эскадрильи Особого назначения в составе 4-х эскадрилий на самолётах И-16 и И-15бис.

## Переименование полка
27-й истребительный авиационный полк 9 октября 1943 года за образцовое выполнение боевых задач и проявленные при этом мужество и героизм переименован в 129-й гвардейский истребительный авиационный полк.

## В действующей армии
В составе действующей армии:
- с 22 июня 1941 года по 31 июля 1942 года
- с 19 августа 1942 года по 25 декабря 1942 года
- с 8 мая 1943 года по 17 июля 1943 года
- с 4 октября 1943 года по 9 октября 1943 года.

## Командиры полка

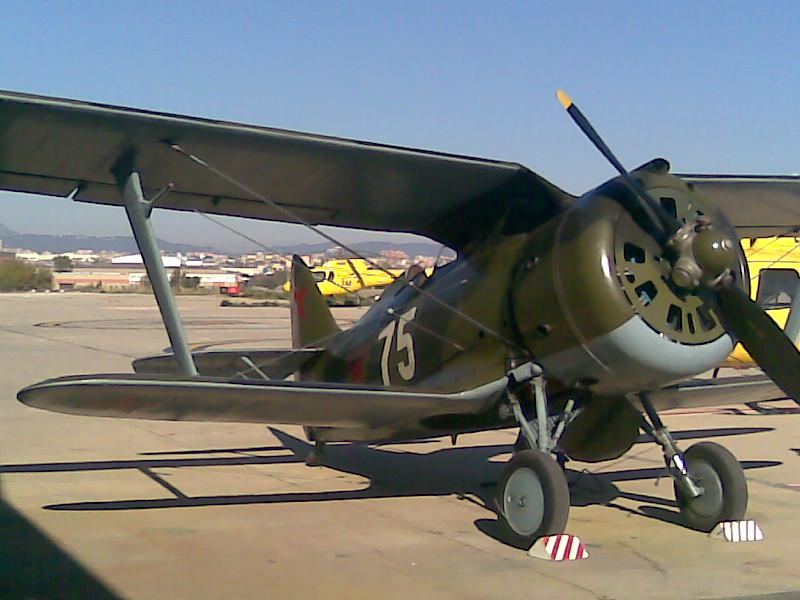
Самолёт И-153

- подполковник Демидов Пётр Куприянович[3], 07.1940 — 09.1941
- майор Иванов Владимир Алексеевич[3], 11.1941 — 08.1942
- подполковник Слуцков Алексей Дмитриевич[3], 19.08.1942 — 10.02.1943
- майор Богданов Павел Алексеевич[3], 15.02.1943 — 12.03.1943
- майор, подполковник Бобров Владимир Иванович[3], 04.04.1943 — 22.02.1944

## В составе соединений и объединений
| Период        | Фронт (округ)               | армия                                | корпус                                    | дивизия                                       | примечание                                                             |
| ------------- | --------------------------- | ------------------------------------ | ----------------------------------------- | --------------------------------------------- | ---------------------------------------------------------------------- |
| 05.1938 г.    | Московский военный округ    | ВВС округа                           |                                           |                                               | г. Переславль-Залесский, И-16, И-15 бис                                |
| 01.12.1939 г. | Ленинградский военный округ | 7-я армия                            | ВВС 7-й армии                             | 59-я истребительная авиационная бригада       | составом двух эскадрилий, И-153                                        |
| 20.06.1941 г. | ПВО ТС                      | Московская зона ПВО                  | 6-й истребительный авиационный корпус ПВО | 24-я истребительная авиационная дивизия ПВО   | И-16, МиГ-3                                                            |
| 22.06.1941 г. | ПВО ТС                      | Московская зона ПВО                  | 6-й истребительный авиационный корпус ПВО | 24-я истребительная авиационная дивизия ПВО   | И-16, МиГ-3                                                            |
| 05.08.1941 г. | ПВО ТС                      | Московская зона ПВО                  | 6-й истребительный авиационный корпус ПВО |                                               | из полка выделено 20 экипажей на МиГ-3 и сформирован новый 28-й иап    |
| 01.07.1942 г. | Брянский фронт              | 1-я истребительная авиационная армия |                                           | 287-я истребительная авиационная дивизия      | МиГ-3                                                                  |
| 25.07.1942 г. | Московский военный округ    | ВВС округа                           |                                           | 2-й запасной истребительный авиационный полк  | ст. Сейма Горьковской области, переучивание на Ла-5                    |
| 19.08.1942 г. | Сталинградский фронт        | 8-я воздушная армия                  |                                           | 287-я истребительная авиационная дивизия      | Ла-5                                                                   |
| 24.12.1942 г. | Сталинградский фронт        | 8-я воздушная армия                  |                                           | 287-я истребительная авиационная дивизия      | передал 5 самолётов Ла-5 и 13 лётчиков в другие полки 287-й иад        |
| 01.01.1943 г. | Приволжский военный округ   | ВВС округа                           |                                           | 13-й запасной истребительный авиационный полк | г. Кузнецк Пензенской области, переучивание на Як-7Б                   |
| 22.03.1943 г. | Приволжский военный округ   | ВВС округа                           |                                           | 16-й запасной истребительный авиационный полк | г. Аткарск Саратовской области, переучивание на Як-1                   |
| 08.05.1943 г. | Резерв Ставки ВГК           | авиация Резерва Ставки ВГК           | 5-й истребительный авиационный корпус     | 205-я истребительная авиационная дивизия      | Як-1                                                                   |
| 10.05.1943 г. | Воронежский фронт           | 2-я воздушная армия                  | 5-й истребительный авиационный корпус     | 205-я истребительная авиационная дивизия      | Як-1                                                                   |
| 18.07.1943 г. | Воронежский фронт           | 2-я воздушная армия                  | 5-й истребительный авиационный корпус     | 205-я истребительная авиационная дивизия      | Передал 18 Як-1 в 737-й иап и убыл на переучивание и доукомплектование |
| 01.08.1943 г. | Московский военный округ    | ВВС округа                           |                                           | 22-й запасной истребительный авиационный полк | город Иваново, переучивание на Р-39 «Аэрокобра»                        |
| 04.10.1943 г. | Степной фронт               | 5-я воздушная армия                  | 7-й истребительный авиационный корпус     | 205-я истребительная авиационная дивизия      | Р-39 «Аэрокобра»                                                       |
| 09.10.1943 г. | Степной фронт               | 5-я воздушная армия                  | 7-й истребительный авиационный корпус     | 205-я истребительная авиационная дивизия      | полк переименован в гвардейский, Р-39 «Аэрокобра»                      |

## Участие в операциях и битвах
- Противовоздушная оборона Москвы — с 22 июня 1941 года по 31 июля 1941 года
- Битва за Москву — с 30 сентября 1941 года по 20 апреля 1942 года
- Воронежско-Ворошиловградская операция — с 1 июля 1942 года по 25 июля 1942 года.
- Сталинградская битва — с 17 июля 1942 года по 1 января 1943 года
- Курская битва — с 5 июля 1943 года по 23 июля 1943 года:

В мае-июле 1943 года, перед и во время Курской битвы, на построенном весной 1943 советском военном аэродроме в селе Грушки (Белгородская область) с 10 мая по 17 июля базировался 27-й иап 205-й иад 5-го иак 2-й воздушной армии СССР (командующий - генерал авиации Степан Красовский). Строительство аэродрома осуществили 5-я инженерно-минная бригада РГК (командир - подполковник В. Н. Столяров), маскировочная служба аэродромов 2-й ВА (начальник - майор В. И. Лукьянов) и мобилизованные местные жители. На аэродроме располагались 20-25 самолётов; рядом было построено такое же количество капониров (укрытий).
- Белгородско-Харьковская операция «Полководец Румянцев» — с 3 августа 1943 года по 23 августа 1943 года.

## Первая воздушная победа полка
Первая известная воздушная победа полка в Великой Отечественной войне одержана 17 июля 1941 года: старший политрук Десятниченко М. Т., пилотируя истребитель МиГ-3, в воздушном бою в районе северо-западнее станции Завидово сбил немецкий бомбардировщик Ju-88.

## Маскировка полка
Большое внимание при командире полка подполковнике Бобров, Владимир Ивановиче уделялось маскировке аэродрома базирования.
В частности, самому аэродрому и лётному полю придавался вид площадки, непригодной для полётов.
Вот что писал командующий 2-й ВА С. А. Красовский о лете 1943 года:

Начальник маскировочной службы (армии - м-р В.И. Лукьянов) и солдаты аэродромных команд проявляли столько выдумки, что мы сами диву давались.
Помню, мы с лётчиком А.А. Пальчиковым едва отыскали аэродром Грушки́, где базировался 27-й иап.
Чтобы скрыть от глаз немцев аэродром, бойцы по эскизу Лукьянова замаскировали взлётно-посадочную площадку так, что она сверху казалась изрезанной оврагами, хорошо вписывающимися в общий рисунок местности.
Бойцы скосили клевер, а освободившиеся участки засыпали соломой и сожгли её. На обожжённых местах имитировали овраги, по лётному полю сделали просёлочную дорогу. Командир 27 иап подполковник В.И. Бобров добился строгой дисциплины маскировки; самолёты выруливали на старт прямо из капониров, что, несомненно, спасло полк от потерь на земле.

## Отличившиеся воины
- Гулаев Николай Дмитриевич, капитан, командир эскадрильи 129-го гвардейского истребительного авиационного полка 205-й истребительной авиационной дивизии 7-го истребительного авиационного корпуса 5-й воздушной армии 1 июля 1944 года удостоен звания Дважды Герой Советского Союза. Золотая Звезда № н/д
- Иванов Василий Гаврилович, полковник, лётчик полка в период с июня 1941 года по август 1942 года[5], за мужество и героизм, проявленные при испытаниях новой авиационной техники было Указом Президиума Верховного Совета СССР 9 сентября 1957 года присвоено звание Героя Советского Союза. Золотая Звезда № 11099.
- Катрич Алексей Николаевич, заместитель командира эскадрильи 27-го истребительного авиационного полка 6-го истребительного авиационного корпуса ПВО, лейтенант, 28 октября 1941 года удостоен звания Герой Советского Союза. Золотая Звезда № 549.
- Матаков Василий Николаевич, заместитель командира эскадрильи 27-го истребительного авиационного полка 6-го истребительного авиационного корпуса ПВО, младший лейтенант, 4 марта 1942 года удостоен звания Герой Советского Союза. Золотая Звезда № 668.
- Еремеев Пётр Васильевич, заместитель командира эскадрильи 27-го истребительного авиационного полка 6-го истребительного авиационного корпуса ПВО, старший лейтенант, 21 сентября 1995 года Указом Президента России удостоен звания Герой России. Посмертно.
- Ковачевич Аркадий Фёдорович, заместитель командира эскадрильи 27-го истребительного авиационного полка 6-го истребительного авиационного корпуса ПВО, 1 мая 1943 года удостоен звания Герой Советского Союза. Золотая Звезда № 956
- Архипенко Фёдор Фёдорович, майор, помощник командира 129-го гвардейского истребительного авиационного 22-й гвардейской истребительной авиационной дивизии 6-го гвардейского истребительного авиационного корпуса 2-й воздушной армии 27 июня 1945 года удостоен звания Герой Советского Союза. Золотая Звезда № 4820
- Бекашонок Михаил Васильевич, капитан, помощник командира 129-го гвардейского истребительного авиационного полка по воздушно-стрелковой службе 22-й гвардейской истребительной авиационной дивизии 6-го гвардейского истребительного авиационного корпуса 2-й воздушной армии 27 июня 1945 года удостоен звания Герой Советского Союза. Золотая Звезда № 6556
- Бобров Владимир Иванович, командир полка, Указом Президента СССР от 20 марта 1991 года за «мужество и воинскую доблесть, проявленные в годы Великой Отечественной войны» посмертно был удостоен звания Героя Советского Союза. Орден Ленина и медаль «Золотая Звезда» № 11645 были вручены родным[6].
- Глотов Николай Иванович, младший лейтенант, командир звена 129-го гвардейского истребительного авиационного полка 22-й гвардейской истребительной авиационной дивизии 6-го гвардейского истребительного авиационного корпуса 2-й воздушной армии 27 июня 1945 года удостоен звания Герой Советского Союза. Золотая Звезда № 7874
- Карлов Валентин Андреевич, старший лейтенант, штурман эскадрильи 129-го гвардейского истребительного авиационного полка 22-й гвардейской истребительной авиационной дивизии 6-го гвардейского истребительного авиационного корпуса 2-й воздушной армии 27 июня 1945 года удостоен звания Герой Советского Союза. Золотая Звезда № 7998
- Лусто Михаил Васильевич, старший лейтенант, командир эскадрильи 129-го гвардейского истребительного авиационного полка авиационного 22-й гвардейской истребительной авиационной дивизии 6-го гвардейского истребительного авиационного корпуса 2-й воздушной армии 27 июня 1945 года удостоен звания Герой Советского Союза. Золотая Звезда № 7905
- Мариинский Евгений Пахомович, старший лейтенант, командир звена 129-го гвардейского истребительного авиационного полка 22-й гвардейской истребительной авиационной дивизии 6-го гвардейского истребительного авиационного корпуса 2-й воздушной армии 27 июня 1945 года удостоен звания Герой Советского Союза. Золотая Звезда № 7918
- Нагорный Виктор Сергеевич, Лётчик 27-го истребительного авиационного полка 287-й истребительной авиационной дивизии, старший лейтенант, 1 июля 1944 года удостоен звания Герой Советского Союза. Золотая Звезда № 4042
- Никифоров Пётр Павлович, капитан, штурман 129-го гвардейского истребительного авиационного полка 22-й гвардейской истребительной авиационной дивизии 6-го гвардейского истребительного авиационного корпуса 2-й воздушной армии 27 июня 1945 года удостоен звания Герой Советского Союза. Золотая Звезда № 8045
- Гулаев, Николай Дмитриевич, старший лейтенант, заместитель командира эскадрильи 27-го истребительного авиационного полка 205-й истребительной авиационной дивизии 28 сентября 1943 года удостоен звания Герой Советского Союза. Золотая Звезда № 1497.
- Чепинога Павел Иосифович, командир эскадрильи 27-го истребительного авиационного полка, 26 октября 1944 года удостоен звания Герой Советского Союза. Золотая Звезда № 4606

## Статистика боевых действий
Всего за годы Великой Отечественной войны полком:
| Выполнено боевых вылетов | Сбито самолётов в воздухе за 1941—1943 гг. | Уничтожено самолётов всего за 1941—1943 гг. |
| ------------------------ | ------------------------------------------ | ------------------------------------------- |
| 6400                     | 282                                        | 306                                         |

Свои потери:
| Потеряно самолётов, всего | Погибло лётчиков всего |
| ------------------------- | ---------------------- |
| 77                        | 33                     |

## Самолёты на вооружении
| Период      | Самолёты       |
| ----------- | -------------- |
| 1938 — 1941 | И-15, И-16     |
| 1941 — 1942 | МиГ-3          |
| 1942 — 1943 | Ла-5           |
| 1943 — 1943 | Як-1           |
| 1943 — 1943 | Як-7Б          |
| 1943 — 1946 | P-39 Airacobra |